# Alexander Abercrombie
John Ralph Alexander Giles „Alex“ Abercrombie (* 1949 in London; † April 2023) war ein britischer Pianist, Komponist und Mathematiker.

## Leben
Alexander Abercrombie war Klavierschüler von Margaret Kitchin (1914–2008) und Louis Kentner. Des Weiteren nahm er in Paris Unterricht bei Yvonne Loriod. Hier beschäftigte er sich intensiv mit der Musik ihres Ehemanns Olivier Messiaen. Er debütierte am 6. Februar 1972 in der Wigmore Hall in London unter anderem mit Snowdrift und Automnall, von Michael Finissy. Autumnall nach dem Gedicht Elegie IX: The Autumnall von John Donne widmete Finissy Alexander Abercrombie. 1972 gewann Abercrombie den zweiten Preis beim Wettbewerb International Gaudeamus Competition For Interpreters Of Contemporary Music 1972 in Rotterdam. Am 19. Januar 1978 spielte er die Uraufführung von Green Meadows von Michael Finissy im Leeds Polytechnic. Er führte Werke von Nikos Skalkottas, Iannis Xenakis und Brian Ferneyhough auf. Weiter interpretierte er Werke von Kaikhosru Shapurji Sorabji, von welchem er einige größere Werke vor der Veröffentlichung editierte. Abercrombie unterrichtete Mathematik und gab Vorlesungen an führenden Universitäten wie dem Imperial College London. 1996 erlangt er den Grad Ph.D. an der Liverpool University im Fach Mathematik. Abercrombie ist verheiratet mit der Mezzosopranistin und Gesangspädagogin Barbara Dix. Sie gründeten 1987 gemeinsam den Wettbewerb The Mozart Singing Competition, zunächst als Klavierwettbewerb und ab 1994 als Gesangswettbewerb. Barbara Dix fungierte als Jurymitglied und Abercrombie war als Kassenwart und Klavierbegleiter tätig. Sie lebten gemeinsam lange Jahre in Southport, wo sie gemeinsam eine Musikschule führten.
Der Pianist Philip Howard, der 2003 den Wettbewerb International Gaudeamus Interpreters’ Competition gewann, ist ein Schüler Abercrombies.

## Werke (Auswahl)
Alexander Abercrombie verfasste wissenschaftliche mathematische Artikel:
- A.G.Abercrombie: Subgroups and subrings of profinite rings. In: Mathematical Proceedings of the Cambridge Philosophical Society, 116(2), S. 209-222. September 1994[15]
- A.G. Abercrombie, R. Nair: An exceptional set in the ergodic theory of rational maps of the Riemann sphere, Department of Pure Mathematics, University of Liverpool. In: Ergodic Theory and Dynamical Systems, 17(2), S. 253-267. April 1997[16]

## Rezeption
Dominic Gill von der Musical Times rezensierte sein Konzert vom 6. Februar 1972 in der Wigmore Hall. Er lobte die fluent technique [flüssige Technik] und excellent command of piano sonority [ausgezeichnete Beherrschung des Klavierklanges], vermisste Witz und Fingerfertigkeit bei der Interpretation einer Sinfonie für Klavier von Charles Valentin Alkan und lobte wiederum Brillanz und Eleganz bei der Interpretation eines Stückes von Olivier Messiaen.

## Einspielungen
Einspielungen auf Schallplatte
- Olivier Messiaen: Première Communion De La Vierge. Auf: International Gaudeamus Competition For Interpreters Of Contemporary Music 1972. Alexander Abercrombie, Klavier. Gaudeamus Foundation – 72001[8]

Aufnahmen und Sendungen für den Rundfunk
- Nikos Skalkottas: Aus den 32 Klavierstücken (1940): Passacaglia. Intermezzo: Katastrophe auf dem Urwald. Vierstimmiger kleiner Kanon. Kleine Suite für Klavier Nr. 1 (1936). Gesendet am 12. Januar 1977 um 22.20 und am 20. Juni 1979 auf BBC3[17]